# Snelwegparking

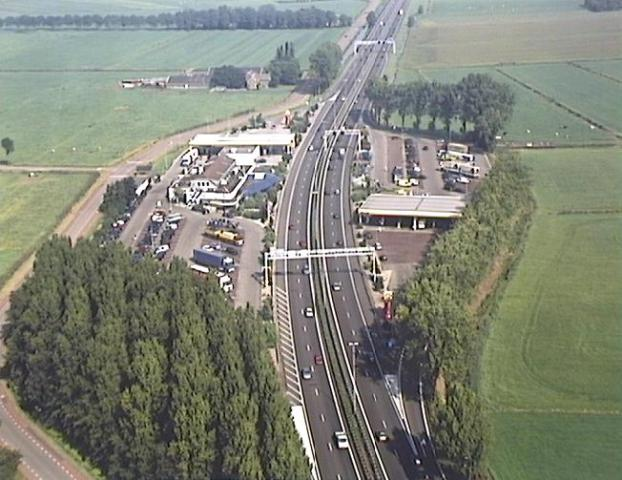
Verzorgingsplaats De Lucht aan de A2 in Nederland

Een (auto)snelwegparking (België) of verzorgingsplaats (Nederland) is een plek langs een autoweg of autosnelweg waar reizigers de mogelijkheid hebben om de reis te onderbreken, te ontspannen, te eten of te drinken, en veelal ook een toilet te bezoeken, te tanken of de elektrische auto op te laden.

## Voorzieningen
Een verzorgingsplaats heeft naast parkeerruimte vaak een tankstation, toiletten en picknicktafels, soms een speelgelegenheid voor kinderen, een restaurant en een winkeltje waar snacks, dranken, snoep, speelgoed, leeswaar en dergelijke worden verkocht. Soms is er ook een motel waar reizigers kunnen overnachten.

## Bereikbaarheid
Om veiligheidsredenen is het meestal niet gewenst dat een verzorgingsplaats als op- en afrit wordt gebruikt. Dit geldt nog meer op een tolweg. Een verzorgingsplaats heeft daarom geen verbinding met wegen buiten de auto(snel)weg. Het is mogelijk dat een aanliggende weg (of fietspad) naar de verzorgingsplaats leidt, wat belangrijk is voor de toegankelijkheid voor het personeel van de verzorgingsplaats, dat veelal uit de regio komt. In dat geval is er vaak een tweede parkeerplaats, die via een voetpad met de verzorgingsplaats verbonden is.
Af en toe treft men een gemeenschappelijke verzorgingsplaats voor beide richtingen - er is een brug of tunnel om met de auto aan de andere kant te komen. Ook komt het voor dat twee verzorgingsplaatsen aan weerszijden van de weg zijn, met een voetgangersbrug of -tunnel naar de gemeenschappelijke voorziening. In enkele gevallen is een restaurant over de weg gebouwd, dat van weerszijden toegankelijk is.
Opmerkelijk is de verzorgingsplaats Corrèze aan de Franse A89. Wegens het bergachtige terrein zijn de rijbanen over enige afstand verwisseld. De verzorgingsplaats is gemeenschappelijk voor beide richtingen en ligt toch aan de rechterkant van de rijbanen.
Verzorgingsplaatsen worden vanaf de autosnelweg aangegeven met bewegwijzeringsborden, waarvan er (in Nederland) meestal over een maximale lengte van 1200 meter voor de afslag drie of vier worden geplaatst, met een onderlinge afstand van 300 meter. Naast de naam van de verzorgingsplaats worden met pictogrammen ook de voorzieningen weergegeven. Als er ook een tankstation of restaurant aanwezig is, staan voor de afslag ook de openingstijden en overige informatie over deze voorzieningen op een bord aangegeven.

## Naar land

### Nederland
Nederlandse verzorgingsplaatsen liggen op een afstand van ongeveer 20 à 25 kilometer van elkaar. Om de veertig kilometer ligt er meestal een restaurant. Vaak afhankelijk van de beschikbare ruimte heeft niet iedere verzorgingsplaats dezelfde voorzieningen. Zo zijn er plaatsen waar alleen geparkeerd kan worden en zijn op andere plaatsen ook een tankstation of restaurant aanwezig: in sommige gevallen kunnen automobilisten zowel parkeren als tanken en eten.
De voorzieningen worden soms verspreid over twee verzorgingsplaatsen, niet ver van elkaar gelegen. Een voorbeeld zijn de plaatsen Roevenpeel en Ellerbrug, met een onderlinge afstand van circa vier kilometer. Bij eerstgenoemde plaats kan geparkeerd en gegeten worden, bij de tweede plaats kan worden getankt. Ruimtegebrek speelt bij deze overweging veelal een rol.
Bij verzorgingsplaatsen aan de grens was tot 2002 een bank(grenswisselkantoor) te vinden waar mensen die de grens over gingen hun geld konden wisselen in de juiste valuta.
Ook langs fiets- en wandelroutes zijn verzorgingsplaatsen te vinden, hoewel niet op dezelfde schaal en met dezelfde capaciteit als de verzorgingsplaatsen langs de autowegen.

#### Naamgeving
Verzorgingsplaatsen in Nederland worden meestal genoemd naar elementen in de omgeving, veelal een natuurgebied, maar vaak ook de plaatsnaam waar de verzorgingsplaats in de buurt ligt, of een lokale straatnaam. Ook krijgt de verzorgingsplaats soms de naam van een belangrijk persoon of gebeurtenis uit de geschiedenis.

#### Veiligheid
Verzorgingsplaatsen worden gebruikt voor allerhande ontmoetingen. Sommige ervan staan bekend als homo-ontmoetingsplaats. Rijkswaterstaat is van mening dat Nederlandse verzorgingsplaatsen ingericht volgens de Richtlijn Verzorgingsplaatsen 2003, dat is zonder houtopstanden en struiken, sociaal veilig zijn.
Uit onderzoek van transportverzekeraar TVM, Transport en Logistiek Nederland (TLN) en vervoerdersorganisatie EVO is gebleken dat op verzorgingsplaatsen met voorzieningen in Nederland, die volgens de richtlijnen zijn ingericht de meeste vrachtwagenladingdiefstallen worden gepleegd.

### Duitsland

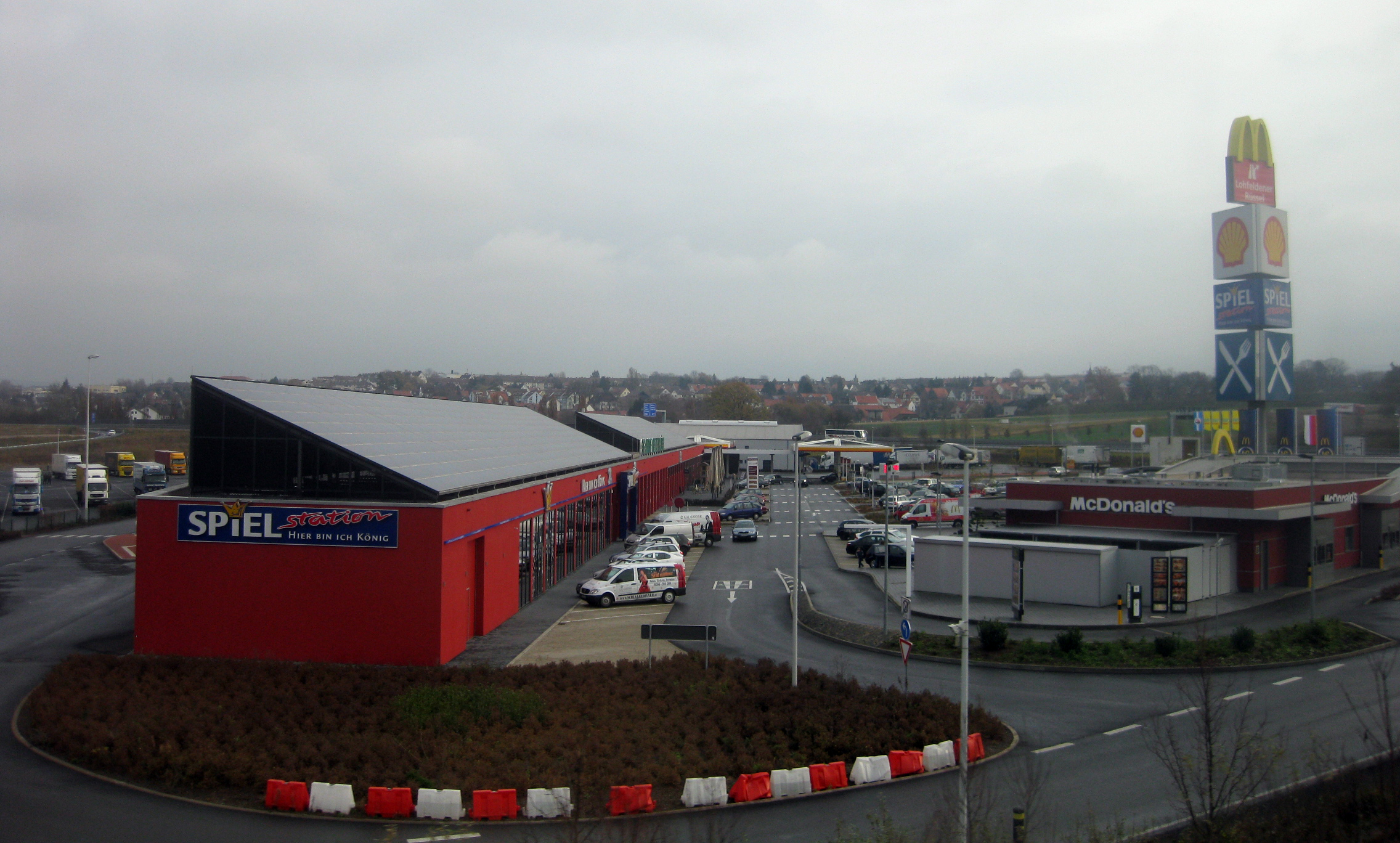
Autohof Lohfeldener Rüssel, bij afrit 1 van de Autobahn A 49, met gokhal
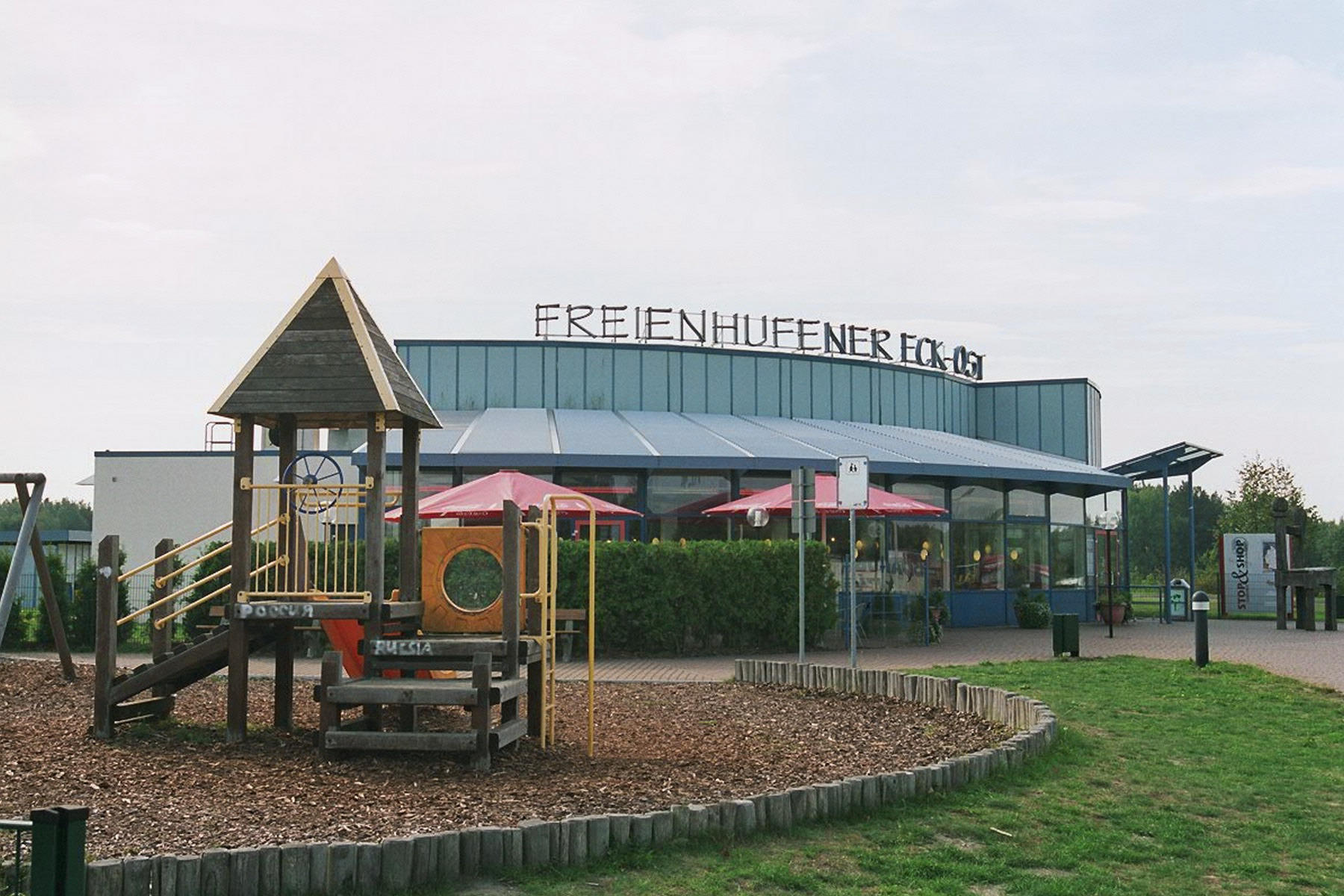
Raststätte Freienhufener Eck Ost aan de A13 Dresden-Berlijn

In Duitsland kent men drie soorten verzorgingsplaatsen:
- Autohöfe (enkelvoud: Autohof). Dit zijn vanaf 2001 in het leven geroepen parkeerplaatsen, met dagelijks geopend tankstation en wegrestaurant (in de betaalbare prijsklasse), op ten hoogste één kilometer afstand van reguliere afritten van Autobahnen. Een Autohof is vooral voor vrachtwagenchauffeurs bedoeld, hoewel men er ook met een personenauto gebruik van kan maken. Er dienen tenminste 50, in enkele gebieden 100, vrachtauto's tegelijk te kunnen parkeren. De toe- en afritten naar een Autohof moeten voor zwaar vrachtverkeer goed toegankelijk en berijdbaar zijn, zonder fijnstof- en geluidsoverlast in naburige woon- of natuurgebieden. Meestal zijn ook mogelijkheden aanwezig om elektrische auto's, ook personenauto's op te laden. Soms is ook een uitgaans- of vermaaksgelegenheid of een garage voor eenvoudige reparaties aanwezig.
- Unbewirtschaftete Rastanlagen. Dit zijn kleinere parkeerplaatsen langs de snelweg. Soms zijn hier onbemande toiletten, kinderspeelplaatsen en picknickbanken te vinden. Ze zijn vooral bedoeld voor een kortere stop.
- Bewirtschaftete Rastanlagen (vaak ook Raststätte genoemd). Dit zijn de grotere verzorgingsplaatsen die beschikken over een tankstation en een restaurant, soms ook in combinatie met een motel. Een bemand toilet is in principe ook aanwezig, evenals kinderspeelplaatsen. De meeste toiletten zijn nu in handen van Sanifair. De toiletruimtes zijn via een betaalautomaat met tourniquet bereikbaar en de toiletbril wordt volautomatisch gereinigd. Een groot gedeelte van deze bedrijven valt onder de franchise-organisatie Tank & Rast AG. Op wegwijzers naar deze verzorgingsplaatsen staat vaak het woord "Rasthof" of "Raststätte" vermeld. Dit gaat terug op een onderscheid uit de jaren 50 tussen Rasthöfe en Raststätten. Een Rasthof was wat groter en had vaak ook een hotel. Raststätten daarentegen waren de eerder kleine verzorgingsplaatsen met beperkte voorzieningen. Het was de bedoeling dat iedere Autobahn zo om de zestig kilometer een Rasthof had. Daartussenin lagen bij gelegenheid kleinere Raststätten. In de loop der tijd is het onderscheid tussen Rasthof en Raststätte vervaagd en op nieuwere borden wordt dan ook meestal niet meer dan de naam van de verzorgingsplaats vermeld. Sindsdien staat op de wegwijzers naar de verzorgingsplaatsen het woord "Rastplatz" (Duits voor rustplaats).

Parkeerplaatsen naast de restaurants zijn gereserveerd voor invaliden en - omwille van de veiligheid - na zonsondergang ook voor alleen reizende vrouwelijke bestuurders (vrouwenparkeerplaatsen). Op deze manier hoeven die namelijk niet grotere afstanden door het donker te lopen om bij hun auto of het restaurant te komen.

### Andere landen
- Frankrijk - Aire de service

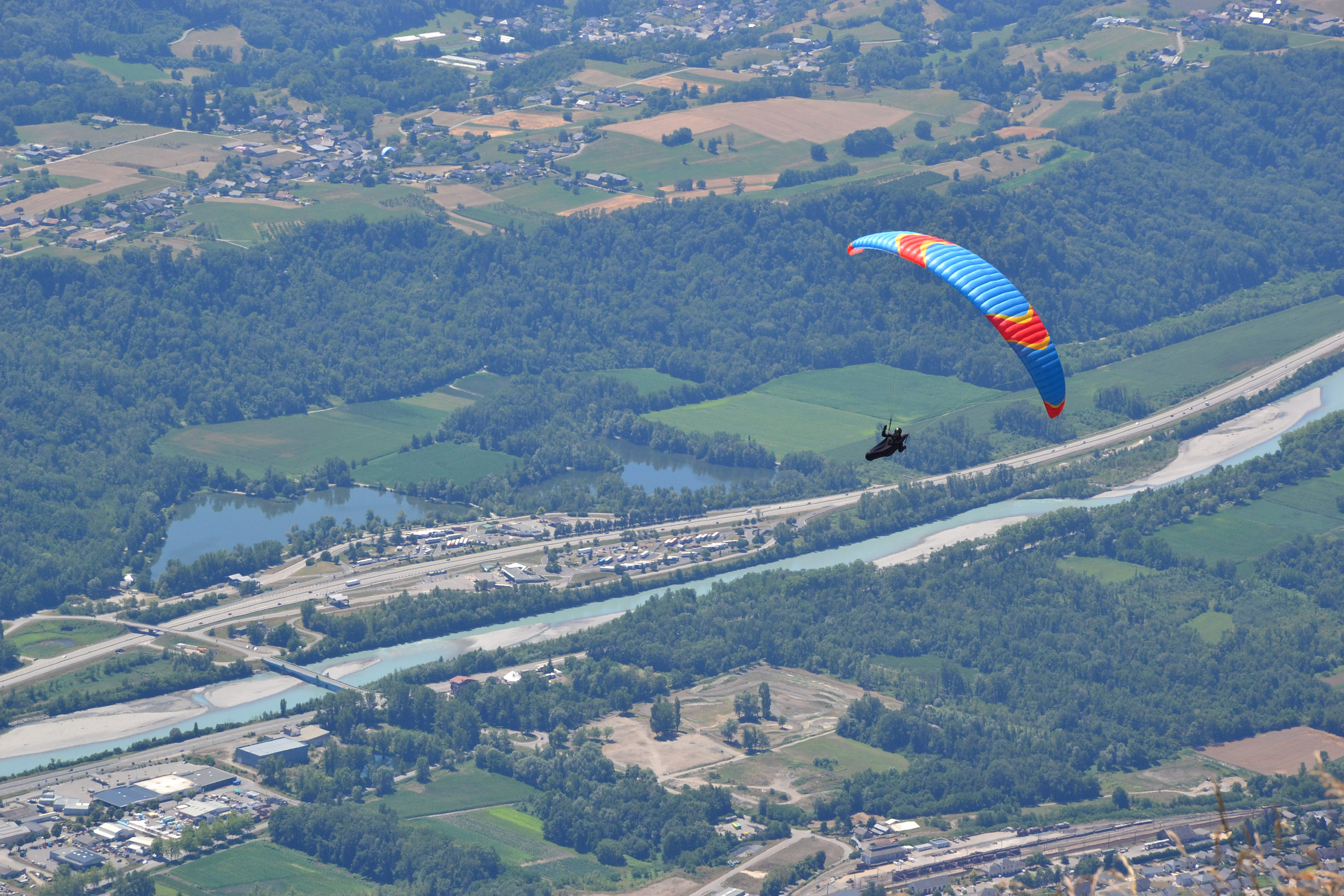
Aire de l'Arclusaz aan de A43, gezien vanaf de Col de l'Arclusaz

- Groot-Brittannië - Motorway Services
- Hongarije - Pihenőhely
- Italië - Area di servizio
- Oostenrijk - Raststation
- Polen - Miejsce Obsługi Podróżnych (MOP)
- Slovenië - Počivališče
- Spanje - Área de Servicio